# Kévin Réza
Kévin Réza, nascido a 18 de maio de 1988 em Versailles, é um ciclista francês, membro da equipa B&B Hotels-Vital Concept p/b KTM.

## Biografia
Kévin Réza uniu-se em 2007 à equipa Vendée U, filial da equipa Bouygues Télécom. Durante o verão de 2010 foi recrutado pela Bbox Bouygues Télécom como stagiaire junto a seus colegas do Vendée U Tony Hurel e Jérôme Cousin. Durante este período foi 13.º do Grande Prêmio de Valônia e tanto ele como Tony Hurel e Jérôme Cousin, foram contratados finalmente pela Europcar, novo nome do antigo Bbox Bouygues Télécom.

## Palmarés
- 2014
  - 3.º no Campeonato da França em Estrada

## Resultados nas Grandes Voltas
| Carreira        | 2011 | 2012 | 2013  | 2014 | 2015  | 2016 | 2017 | 2018 | 2019 |
| --------------- | ---- | ---- | ----- | ---- | ----- | ---- | ---- | ---- | ---- |
| Giro d'Italia   | -    | -    | -     | -    | 103.º | -    | -    | -    | -    |
| Tour de France  | -    | -    | 134.º | 73.º | -     | -    | -    | -    | -    |
| Volta a Espanha | -    | -    | -     | -    | 113.º | Ab.  | -    | -    | -    |